# Gran Premio Industria e Commercio di Prato 2012
Il Gran Premio Industria e Commercio di Prato 2012, sessantasettesima edizione della corsa e valida come evento dell'UCI Europe Tour 2012, si svolse il 16 settembre 2012, per un percorso totale di 178,6 km. Fu vinto dall'italiano Emanuele Sella che giunse al traguardo con il tempo di 4h13'00" alla media di 42,35 km/h.
Al traguardo 50 ciclisti portarono a termine il percorso.

## Ordine d'arrivo (Top 10)
| Pos. | Corridore            | Squadra       | Tempo    |
| ---- | -------------------- | ------------- | -------- |
| 1    | Emanuele Sella       | Androni Gioc. | 4h13'00" |
| 2    | Luca Paolini         | Katusha       | s.t.     |
| 3    | Davide Rebellin      | Meridiana     | s.t.     |
| 4    | Fabio Felline        | Androni Gioc. | a 7"     |
| 5    | Giovanni Visconti    | Movistar      | s.t.     |
| 6    | Oscar Gatto          | Farnese Vini  | s.t.     |
| 7    | Ángel Vicioso        | Katusha       | s.t.     |
| 8    | Miguel Ángel Rubiano | Androni Gioc. | s.t.     |
| 9    | Andrea Palini        | Team Idea     | s.t.     |
| 10   | Yonathan Monsalve    | Androni Gioc. | s.t.     |